# STS-110
STS-110 (ang. Space Transportation System) – misja NASA do Międzynarodowej Stacji Kosmicznej, z użyciem wahadłowca Atlantis. Był to dwudziesty piąty lot promu kosmicznego Atlantis i sto dziewiąty programu lotów wahadłowców.

## Załoga
źródło
- Michael Bloomfield (3)*, dowódca (CDR)
- Stephen N. Frick (1), pilot (PLT)
- Jerry Ross (7), specjalista misji (MS4)
- Steven Smith (4), specjalista misji (MS5)
- Ellen Ochoa (4), specjalista misji (MS2)
- Lee Morin (1), specjalista misji (MS3)
- Rex J. Walheim (1), specjalista misji (MS1)

*(liczba w nawiasie oznacza liczbę lotów odbytych przez każdego z astronautów)

## Parametry misji
- Masa:
  - startowa orbitera: 257 079 kg
  - lądującego orbitera: 200 657 kg
  - ładunku: 13 132 kg
- Perygeum: 309 km[5]
- Apogeum: 402 km[5]
- Inklinacja: 51,6°[5]
- Okres orbitalny: 91,7 min[5]

## Cel misji
Trzynasty lot wahadłowca na stację kosmiczną ISS – dostarczenie segmentu SO kratownicy ITS.

### Dokowanie do stacji ISS
- Połączenie z ISS: 10 kwietnia 2002, 16:05:00 UTC[1]
- Odłączenie od ISS: 17 kwietnia 2002, 18:31:00 UTC[1]
- Łączny czas dokowania: 7 dni, 2 h, 26 min, 00 s